# 中澤創太
中澤 創太（なかざわ そうた、1985年 - ）は、日本の弦楽器商及びヴァイオリン鑑定家、ヴァイオリンキュレーター、日本ヴァイオリン代表取締役社長。父は、ヴァイオリン弦楽器製作及び修復家の中澤宗幸、母はヴァイオリニストの中澤きみ子。

## 経歴
1985年、東京都に生まれ、父はヴァイオリン修復家、母はヴァイオリニストという音楽家系に生まれ、幼少より国際的に活躍する音楽家と触れ合いながら育つ。15歳で渡英。インターナショナルスクールに通いながら、オークション大手サザビーズや、イギリスの鑑定家Peter Biddulph Ltdに出入りし、十代から数多くの名器に触れる。上智大学外国語学部卒業後、電通へ入社。営業を経て、メディアプランナーとして数々の音楽・文化プロジェクトに関わる。
2013年、一般財団法人Classic for Japanを創設。2014年、株式会社日本ヴァイオリン代表取締役社長に就任。2015年にはこれまでディーリングも含め、今まで手にしたストラディヴァリウスは70挺を超える。
2018年、21本のストラディヴァリウスがアジア史上初めて集結する「東京ストラディヴァリウス フェスティバル 2018」の実行委員長及び代表キュレーターを務める。

## 略歴
- 1985年 東京都生まれ
- 2009年 上智大学卒業、電通入社
- 2013年 一般財団法人Classic for Japan 創設
- 2014年 日本ヴァイオリン 代表取締役社長
- 2015年 クレモナ市ヴァイオリン博物館研究・調査センターにてヴァイオリンの名器、ガルネリ・デルジェスの研究に参加
- 2017年 カーネギーホール ノータブルズジャパン 副会長
- 2018年 東京ストラディヴァリウス フェスティバル 2018　実行委委員長兼代表キュレーター[4]

## 著書
- 「TOKYOストラディヴァリウス1800日戦記」(日経BP 2020年)

## テレビ出演
- 2024年 ステータス NHK総合、2024年9月11日。[5]